# یاستژنبیا ستارا
یاستژنبیا ستارا (به لاتین: Jastrzębia Stara) یک روستا در لهستان است که در گمینا موگیلنگتسا واقع شده‌است.